# A magyar női labdarúgó-válogatott 2014. március 7-i mérkőzése
Előző mérkőzés - Következő mérkőzés
A magyar női labdarúgó-válogatott felkészülési mérkőzése az Isztria-kupán a Horvátország ellen, 2014. március 7-én a horvátországi Umagban. A találkozó 2–2-es döntetlennel ért véget.

## Az összeállítások
| 2014. március 7. 15:00 |

| Horvátország | 2 – 2   | Magyarország       |
| ------------ | ------- | ------------------ |
| ? ?' ? ?'    | (0 – 1) | Sipos 35' Vágó 86' |

| Umag |

| HORVÁTORSZÁG: |  |
|               |  |

| MAGYARORSZÁG:        |  |
|                      |  |
| Szövetségi kapitány: |  |
| Markó Edina          |  |

## Örökmérleg a mérkőzés után
| Horvátország | :         | Magyarország |
| ------------ | --------- | ------------ |
| 0            | Győzelem  | 1            |
| 2            | Döntetlen | 2            |
| 3            | Gólok     | 4            |
| 2/9          | Pontok    | 5/9          |
| 22.22        | %         | 55.56        |